# Abridged Index Medicus
Abridged Index Medicus — краткий библиографический указатель статей наиболее значимых медицинских журналов на английском языке, издававшийся с 1970 года Национальной библиотекой медицины США и представлявший собой сокращённый вариант указателя Index Medicus (издаваемого с 1879 года), ориентированный на практикующий врачей. С декабря 1997 года выпуск был прекращён, однако до 2020 года список существовал как подмножество (фильтр поиска) библиографической базы данных статей MEDLINE.
Ежемесячно издаваемая печатная версия библиографического указателя содержала в себе список журналов и библиографические сведения об опубликованных в этих журналах статьях, добавленных за месяц в компьютерную базу данных MEDLARS (см. MEDLINE). Библиотеки руководствовались как сокращённой, так и полной версиями индекса для формирования своих коллекций, версия Abridged Index Medicus использовалась в основном небольшими библиотеками.
Журналы для включения в библиографический указатель отбирались по признакам качества, значимости для практикующих врачей (клинической значимости) и доступности для врачей и библиотек США. Подборка была ограниченной и стремилась охватить все сферы клинической медицины, поэтому в неё попадали не все качественные журналы. Качество и релевантность журналов, которые могли войти в указатель или входили в него, периодически оценивались группой экспертов (фактически за время выпуска обновление списка было всего один раз — в 1979 году). По состоянию на 2020 год в список Abridged Index Medicus входило 118 журналов.

## История
Оригинальный Index Medicus, будучи полной версией библиографического указателя, начал издаваться в 1870-х годах библиотекой, которая впоследствии стала Национальной библиотекой медицины США. Впоследствии библиографический указатель получил известность как предшественник MEDLINE.
Сокращённая версия Index Medicus начала выпускаться ежемесячно с января 1970 года Национальной библиотекой медицины США под названием Abridged Index Medicus на условиях платной подписки. В те времена ещё не было сети интернет с доступными онлайн-сервисами, и библиографический указатель издавался в печатном виде. Причиной создания сокращённого указателя послужила назревшая необходимость в удобном и кратком указателе с небольшим количеством основных журналов. Библиографический указатель включал библиографические сведения о статьях из примерно 100 англоязычных журналов (из общего количества в 2300 англоязычных журналов Index Medicus), представлявших интерес для практикующих врачей в плане клинической практики (нежели журналов, представлявших академический интерес).
В 1979 годы список журналов был обновлён, из него были исключены 8 журналов и добавлены 26 других, количество журналов возросло до 119. Это было единственным обновлением списка за историю выпуска Abridged Index Medicus. В последующем список менялся из-за изменения названий журналов, либо из-за прекращения их выпуска или разделения на разные журналы. Однако систематического пересмотра списка больше не происходило.
После декабрьского выпуска 1997 года печатная версия библиографического указателя Abridged Index Medicus перестала издаваться в пользу средств поиска в электронном индексе MEDLINE. Библиографический указатель перешёл полностью в электронный формат, будучи до начала 2020 фильтром поиска MEDLINE под названием «Core clinical journals». После 2020 доступен как обычный список журналов, датируемый июлем 2020 года.